# روبرت ويست (رسام)
روبرت ويست (بالإنجليزية: Robert West)‏ هو رسام ونقاش أيرلندي، ولد في 1710 في وترفورد في جمهورية أيرلندا، وتوفي في 1770 في دبلن في جمهورية أيرلندا.